# Partido de Puan
Puan es uno de los 135 partidos de la provincia argentina de Buenos Aires. Está ubicado en el interior de la provincia mencionada, más concretamente en el suroeste de la misma. Limita con los partidos-municipios de Adolfo Alsina al norte, Saavedra y Tornquist al este, Villarino al sur y con la provincia de La Pampa al oeste. Está ubicado al sudoeste de la provincia de Buenos Aires, a 37°33′ Lat. Sur y 62°46′ Long. Oeste y fue creado por una ley promulgada el 28 de julio de 1886. Cuenta con una superficie de 6835 km² y una población de 15,603 habitantes (Indec, 2010). Su cabecera es la ciudad de Puan y la ciudad con más población, Darregueira. Forma parte de la Sexta Sección Electoral de la provincia de Buenos Aires.

## Población
Según los resultados definitivos del censo de 2022 la población del partido alcanza los 16.613 habitantes.
Según los resultados del censo realizado en 2010, el partido contaba con una población de 15.743 habitantes, representando una disminución poblacional del 3,21% respecto a las estimaciones previas del INDEC para ese año, y una disminución del 4,75% respecto al censo anterior, realizado en 2001.
| Gráfica de evolución demográfica de Partido de Puan entre 1895 y 2022 |
|                                                                       |
| Fuente: censos nacionales del INDEC                                   |

| Población | 3.345 | 12.768   | 19.600  | 20.194 | 18.588 | 18.485 | 17.617 | 16.381 | 15.743 | 16.613 |
| Variación | -     | +281,70% | +53,50% | +3,03% | -7,95% | -0,55% | -4,69% | -7,01% | -4,75% | +5,5%  |

## Historia

### Datos arqueológicos
Según las excavaciones arqueológicas realizadas en la isla de la laguna de Puan, la presencia de población humana en el lugar se remontaría al menos a 3300 años. Pero tomando en cuenta otros datos regionales, como las excavaciones en Arroyo Seco, partido de Tres Arroyos, provincia de Buenos Aires, podríamos retrotraer la presencia humana en la región a más de 12000 años de antigüedad, aunque si seguimos la opinión de algunos especialistas, a medida que avancen los estudios arqueológicos, esta fecha podría retrotraerse aún más. Sobre todo a partir de los descubrimientos arqueológicos más recientes que están poniendo en jaque la ampliamente difundida teoría del poblamiento tardío de América, para comenzar a esbozar la teoría del poblamiento temprano.

### Los pueblos originarios
Ya hacia finales del siglo XV, cuando los españoles llegaron a América, la zona que hoy forma parte del partido de Puan estaba habitada por culturas nómadas que han tenido diversas denominaciones, de acuerdo a quien fuera el referente. Quizás la más correcta sea denominarlos con el vocablo con el que ellos se autodenominaban, que era Het, que en su lengua significa "gente", pero también fueron conocidos por denominaciones más generales que incluían a otras culturas similares o emparentadas. Los Araucanos, provenientes desde el margen oeste de la Cordillera de Los Andes, los conocieron como puelche (que en su lengua significa gente del este) y los realistas españoles como pampas. Quizás también la denominación querandíes (algo así como gente con grasa), aplicada por los guaraníes a las parcialidades más litoraleñas de estos pueblos, incluyera a algunas de estas tribus. Lo cierto es que estas denominaciones son muy difíciles de delimitar con precisión por la naturaleza nómade de estas tribus y por la escasez y poco fiabilidad de las fuentes. De hecho, muchos estudiosos prefieren utilizar las categorías más generales, ya que consideran que estos Het (que a su vez se pueden subdividir en las parcialidades Chechehet, Diuihet y Taluhet) tenían suficientes similitudes con las otras culturas como para ser estudiados globalmente.
Hacia el siglo XVIII, con el fenómeno de inmigración araucana, la conformación étnica de la región cambió sensiblemente, ya que la mayor parte de los pueblos originarios de la región fueron absorbidos por los araucanos que se instalaron en la zona, huyendo de sus enemigos del otro lado de la cordillera, Entre esos grupos se destacaban los Voroganos primero y luego los araucanos comandados por el cacique Calfulcurá que impusieron en casi toda la región su hegemonía y su cultura, matando así su cultura originaria y su lengua que se perdió definitivamente.
Ya en el siglo XIX, cuando la atención del recientemente independizado gobierno argentino se centró en tomar posesión de las tierras del sur, los habitantes de la zona eran mayormente araucanos y ranqueles, aunque también había otras etnias ya fuertemente transculturados por los araucanos. En ese siglo, en distintas épocas, por la zona de Puan pasaron las tribus de Calfucurá y posteriormente su hijo Namuncurá, además de las de Pincén, Catriel y otras tribus menores.

### Las incursiones estatales
Una de las primeras incursiones del gobierno que llegaron a la zona de Puan en el siglo XIX se organizó durante el gobierno de Martín Rodríguez y fue la expedición antecedente de la conquista del desierto que organizó Juan Manuel de Rosas cuando sólo era un poderoso estanciero. El militar a cargo de esta expedición fue el prusiano Federico Rauch.
Pero la zona no adquiriría verdadero protagonismo histórico hasta el advenimiento al gobierno de la nación de Nicolás Avellaneda, cuando Adolfo Alsina obtuvo el Ministerio de Guerra y Marina. Fue Alsina quien organizó un plan orgánico para desplazar a los invasores araucanos y quedarse con las tierras. Este plan preveía un fuerte avance de las tropas, la construcción de campamentos y fortines militares a lo largo de la nueva línea de fronteras, además del cavado de una zanja (la "Zanja de Alsina") de más de 600 km de longitud, que aunque se preveía que no lograría frenar los malones, sí impediría que los originarios huyeran con el producto de sus saqueos. Fue en este contexto que el coronel Salvador Maldonado, al frente de la División Costa Sur del Ejército Argentino llegó a la zona puanense el 5 de junio de 1876 y fundó el pueblo de Puan, estableciendo asiento en el lugar que hoy ocupa la plaza. Sin embargo el partido no tendría nacimiento oficial hasta el 28 de julio de 1886, cuando fue promulgada la ley bonaerense 1827 que creaba los partidos de Adolfo Alsina, General Villegas, Guaminí, Puan, Trenque Lauquen y Villarino.

## Gobierno

### Intendentes municipales desde 1983
| Período         | Intendente       | Partido Político |
| --------------- | ---------------- | ---------------- |
| 1983 - 1991     | Hugo Gutiérrez   | UCR              |
| 1991 - 1997     | Carlos Astorga   | PJ               |
| 1997 - 1999     | Ricardo Larrondo | PJ               |
| 1999 - 2011     | Horacio López    | UCR              |
| 2011 - 2023     | Facundo Castelli | FVC              |
| 2023 - presente | Diego Reyes      | UCR              |

## Poblaciones

### Actuales
| Localidad              | Fundación               | Ferrocarril       |
| ---------------------- | ----------------------- | ----------------- |
| Azopardo               | 8 de marzo de 1904      | Enero de 1906     |
| Bordenave              | 10 de noviembre de 1906 |                   |
| Darregueira            | 5 de octubre de 1906    |                   |
| Estela                 |                         | Diciembre de 1908 |
| Felipe Solá            | 20 de enero de 1908     | Enero de 1906     |
| López Lecube           | 26 de agosto de 1913    | Octubre de 1906   |
| Puan                   | 5 de junio de 1876      |                   |
| San Germán             | 23 de marzo de 1909     |                   |
| Tres Cuervos           | 20 de enero de 1908     |                   |
| Víboras                |                         | Enero de 1906     |
| Villa Castelar (Erize) |                         | Mayo de 1899      |
| Villa Durcudoy         | 17 de agosto de 1904    |                   |
| Villa Iris             | 27 de mayo de 1900      | Enero de 1891     |

### Históricas
Colonia Santa Rosa